# Scipione Sacco
Scipione Sacco (Sogliano al Rubicone, 1495 – Cesena, 1558) è stato un pittore italiano del Rinascimento.

## Biografia
Nato nel comune di Sogliano al Rubicone, in gioventù entrò in contatto con Ramberto Malatesta, conte di Sogliano, che influenzò la sua formazione artistica e culturale. Tuttavia, lui e la sua famiglia furono esiliati perché il padre tentò di avvelenare Ramberto.
Dipinse un San Gregorio Papa per il duomo di Cesena nel 1545. Per la chiesa di San Domenico di Cesena, dipinse una Morte di San Pietro Martire.
È indicato come allievo di Raffaello Sanzio, da cui fu fortemente influenzato.
Morì a Cesena nel 1558.